# Marea Ducesă Olga Nicolaevna a Rusiei
Marea Ducesă Olga Nikolaevna a Rusiei (Olga Nikolaevna Romanova) (rusă Великая Княжна Ольга Николаевна; 15 noiembrie 1895 – 17 iulie 1918) a fost cea mai mare fiică a ultimului autocrat al Rusiei, împăratul Nicolae al II-lea al Rusiei și a soției lui Alexandra Feodorovna (Alix de Hesse).
În timpul vieții sale viitoarea căsătorie a Olgăi a fost subiect de mari speculații în Rusia. Zvonurile erau legate de Marele Duce Dimitri Pavlovici al Rusiei, Prințul Moștenitor Carol al României, Eduard, Prinț de Wales și Prințul Moștenitor Alexandru al Serbiei. Olga voia să se căsătorească cu un rus și să rămână în țara ei. În timpul Primului Război Mondial, Olga a îngrijit soldați răniți într-un spital militar până a făcut o criză nervoasă, după care s-a ocupat de treburile administrative ale spitalului.
Asasinarea Olgăi a dus la canonizarea ei de către Biserica Ortodoxă Rusă. Deși a existat o femeie pe nume Marga Boodts care a susținut că este Marea Ducesă Olga, cererea ei n-a fost luată în serios. Istoricii cred că Olga a fost asasinată împreună cu familia ei la Ekaterinburg. Rămășițele ei au fost identificate prin testul ADN și îngropate în timpul unei ceremonii funerare în 1998 la Catedrala Sfinții Petru și Pavel din Sankt Petersburg, alături de cele ale părinților și a două dintre surori.

## Copilărie și adolescență

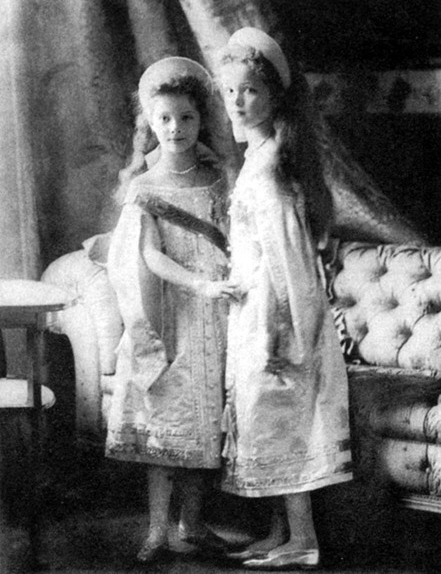
Marea Ducesă Tatiana (stânga) și Marea Ducesă Olga Nicolaevna, ca. 1904.

Frații Olgăi erau  Marea Ducesă Tatiana, Maria, Anastasia și Țareviciul Alexei al Rusiei. 
Titlul rus al Mariei (Velikaya Knyazna Великая Княжна) se traduce prin "Mare Prințesă" și însemna că, Olga ca "Alteță Imperială" era mai înaltă în rang față de prințesele din Europa care erau "Altețe regale". Totuși, familia, prietenii și servitorii în general îi spuneau pe numele mic, folosind patronimul Olga Nicolaevna, sau diminutivele rusești "Olișka" sau "Olya".
Olga și sora sa mai mică, Tatiana, erau cunoscute în casă sub numele de "Marea pereche" în timp ce surorilor mai mici, Maria și Anastasia li se spunea "Mica pereche".
Olgăi îi plăcea să citească și, spre deosebire de cei patru frați ai ei, îi plăcea școala. Preceptorul lor francez, Pierre Gilliard își amintește: "Cea mare, Olga Nicolaevna, avea o minte foarte iute. Ea avea raționamente bune, precum și inițiativă, o manieră foarte independentă și era înzestrată pentru ripostă rapidă și distractivă."  Îi plăcea să citească despre politică și să citească ziare. De asemenea, Olgăi îi plăcea să citească cărțile din biblioteca mamei sale. Când ea a fost surprinsă luând o carte înainte ca mama ei s-o citească, Olga a spus în glumă că mama ei Alexandra trebuie să așteptate să citească romanul până când Olga stabilește dacă acesta este o carte potrivită ei pentru a fi citită.
Olga își idolatriza tatăl și purta un colier cu icoana Sf. Nicolae. Ca și frații ei, îi plăcea să joace tenis și să înoate cu tatăl ei în timpul vacanței de vară și adesea îi făcea confidențe în timpul plimbărilor lungi. Deși își iubea și mama, relația cu mama sa a fost tensionată în timpul adolescenței. Alexandra îi scria lui Nicolae la 13 martie 1916 "Olga este întotdeauna împotriva fiecărei propuneri deși sfârșește prin a face ceea ce doresc. Când sunt severă - bufnește la mine." Într-o altă scrisoare către Nicolae, în timpul Primului Război Mondial, Alexandra se plânge că Olga n-are umor și că în general este reticentă în a face vizite la spital, unde lucra pentru Crucea Roșie.

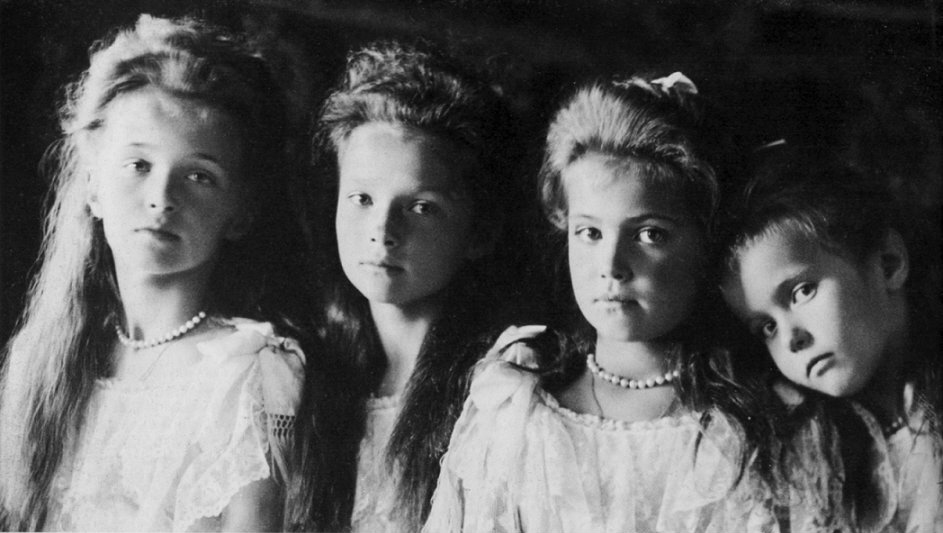
Marile Ducese: Olga, Tatiana, Maria și Anastasia în 1906.

Una dintre servitoare, Elizaveta Nikolaevna Ersberg, i-a spus nepoatei sale că Țarul acorda mai multă atenție copiilor decât o făcea Alexandra iar Alexandra era adesea bolnavă de la migrene sau de la cearta cu servitorii În 1913 într-o scrisoare către bunica sa, împărăteasa Maria Feodorovna, Olga se plânge de infirmitatea mamei sale. "Ca de obicei inima ei nu este bine. Pentru toți este atât de neplăcut." Regina Maria a României, care a întâlnit-o pe Olga și pe surorile sale când ele au vizitat România în 1914, a comentat în memoriile sale că fetele erau naturale și sigure pe ele când Alexandra nu era prezentă, însă atunci când aceasta apărea "întotdeauna păreau a-i urmări expresia pentru a se asigura că acționează în conformitate cu dorințele ei."
Ca adolescentă, Olga primea atenționări dese de la mama ei pentru a fi un exemplu pentru ceilalți copii și pentru a fi răbdătoare cu surorile sale mai mici și cu asistentele. La 11 ianuarie 1909, Alexandra a admonestat-o pe Olga care avea 13 ani pentru grosolănie și comportament rău. I-a spus că trebuie să fie politicoasă cu servitorii și să nu-o enerveze pe doica ei când ea se simte obosită sau nu se simte bine. Olga i-a răspuns la 12 ianuarie că încearcă să se poarte cât mai bine însă nu e ușor deoarece doica s-a enervat fără a avea un motiv. Totuși, Ersberg, una dintre servitoare, i-a spus nepoatei sale că uneori servitorii aveau motive bune pentru a fi în conflict cu Olga deoarece Marea Ducesă era răsfățată, capricioasă și leneșă.
Trei ani mai târziu, Alexandra a învinovățit-o pe Olga care avea 16 ani și stătea lângă fratele ei de 7 ani, pentru că nu l-a putut controla pe Țareviciul Alexei în timpul unei cine de familie. Răsfățatul Alexei i-a deranjat pe ceilalți meseni, a refuzat să stea pe scaun, nu s-a atins de mâncare și și-a lins farfuria. Marele Duce Constantin Constantinovici al Rusiei, un văr îndepărtat al Țarului, a scris în jurnal că Țarina a fost nerezonabilă deoarece "Olga n-avea ce face".
În ciuda necuviinței sale ocazionale, Olga, la fel ca restul familiei, îl iubea pe mult-așteptatul moștenitor Țareviciul Alexei numit în familie "Baby". Băiatul suferea adesea de atacuri de hemofilie iar de câteva ori a fost aproape de moarte.

## Romanțe și perspective maritale

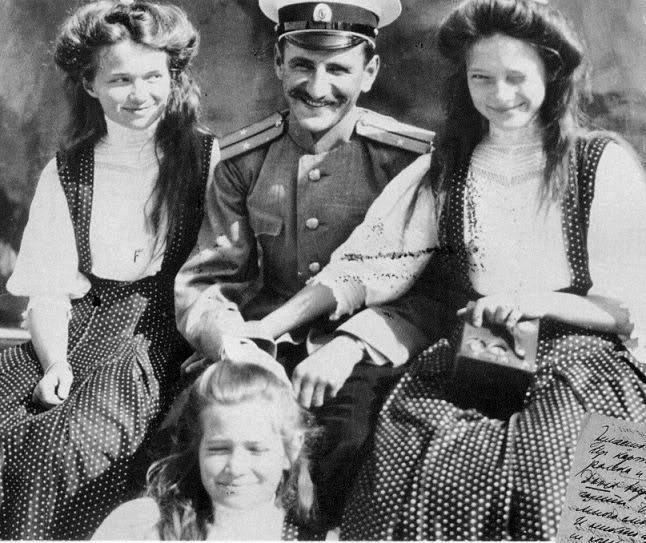
Marile Ducese Olga (stânga), Tatiana (dreapta), Maria Nikolaevna (centru), ca. 1911, cu Pavel Voronov, ofițerul de care Olga s-a îndrăgostit în 1913.

Olga avea părul castaniu-deschis, ochi albaștri și o față largă. Era considerată mai puțin drăguță decât surorile sale Maria și Tatiana, deși aspectul ei s-a îmbunătățit atunci când a crescut.
 
Olga și surorile ei mai mici au fost înconjurate de tineri asignați gărzii palatului sau iahtului imperial Standard și erau folosiți pentru distracție în timpul croazierelor din timpul vacanței de vară. Când Olga avea 15 ani, un grup de ofițeri de la bordul iahtului imperial i-a dat un portret al sculpturii David a lui Michelangelo tăiate dintr-un ziar, ca un cadou pentru ziua numelui ei la 11 iulie 1911. "Olga a râs mult și tare", a scris indignată sora sa Tatiana în vârstă de paisprezece ani mătușii sale Marii Ducese Olga Alexandrovna. "Și niciunul din ofițerii nu a mărturisit că el a făcut o astfel de porcărie."
În timp ce adolescenta Olga se bucura de flirturi nevinovate, societatea bârfea despre viitoarea ei căsătorie. În noiembrie 1911 a avut loc un bal costumat la Livadia pentru a sărbători cei 16 ani ai Olgăi și intrarea în societate. Înaintea Primului Război Mondial au existat câteva discuții în legătură cu o căsătorie între Olga și Prințul Carol al României însă Olga nu l-a plăcut pe Carol. În timpul vizitei în România în primăvara anului 1914, ea a conversat puțin cu prințul moștenitor. Mama lui Carol, regina Maria a României n-a fost impresionată de Olga, găsind manierele ei prea bruște iar fața "nu prea drăguță". Eduard, Prinț de Wales, fiul cel mare al regelui George al V-lea al Angliei și Prințul Alexandru al Serbiei au fost de asemenea potențiali pretendenți, deși niciunul nu a fost luat în serios. Olga i-a spus preceptorului ei Gilliard că vrea să se căsătorească cu un rus pentru a rămâne în țara ei. I-a spus că părinții ei n-ar forța-o să se căsătorească cu cineva de care ei nu i-ar plăcea.
În timp ce societatea discuta despre o căsătorie cu diverși prinți, Olga s-a îndrăgostit de un ofițer rus. La sfârșitul anului 1913, Olga s-a îndrăgostit de Pavel Voronov, ofițer pe iahtul imperial Standart însă o asemenea relație era imposibilă din cauza diferenței mari de rang. Voronov s-a logodit câteva luni mai târziu cu o doamnă de onoare. În ziua nunții, Olga a scris în jurnal "Dumnezeu să-i aducă noroc, iubitului meu." "Este trist, dureros." Mai târziu, în jurnalele din 1915 și 1916 Olga menționează frecvent, cu mare afecțiune, un bărbat pe nume Mitia.
Potrivit jurnalului Valentinei Chebotareva, o femeie care a fost asistentă împreună cu Olga în timpul Primului Război Mondial, "Mitia" era Dmitri Chakh-Bagov, un soldat rănit pe care Olga l-a îngrijit. Chebotareva a scris că iubirea Olgăi pentru el era "pură, naivă și fără speranță". Vorbea cu el regulat la telefon, a fost deprimată când a părăsit spitalul și sărea plină de exuberanță când primea un mesaj de la el. Dmitri Chakh-Bagov o adora pe Olga. Cu toate acestea, s-a raportat că beat fiind, el a arătat altor ofițeri scrisorile pe care Olga i le-a scris.

## Captivitate

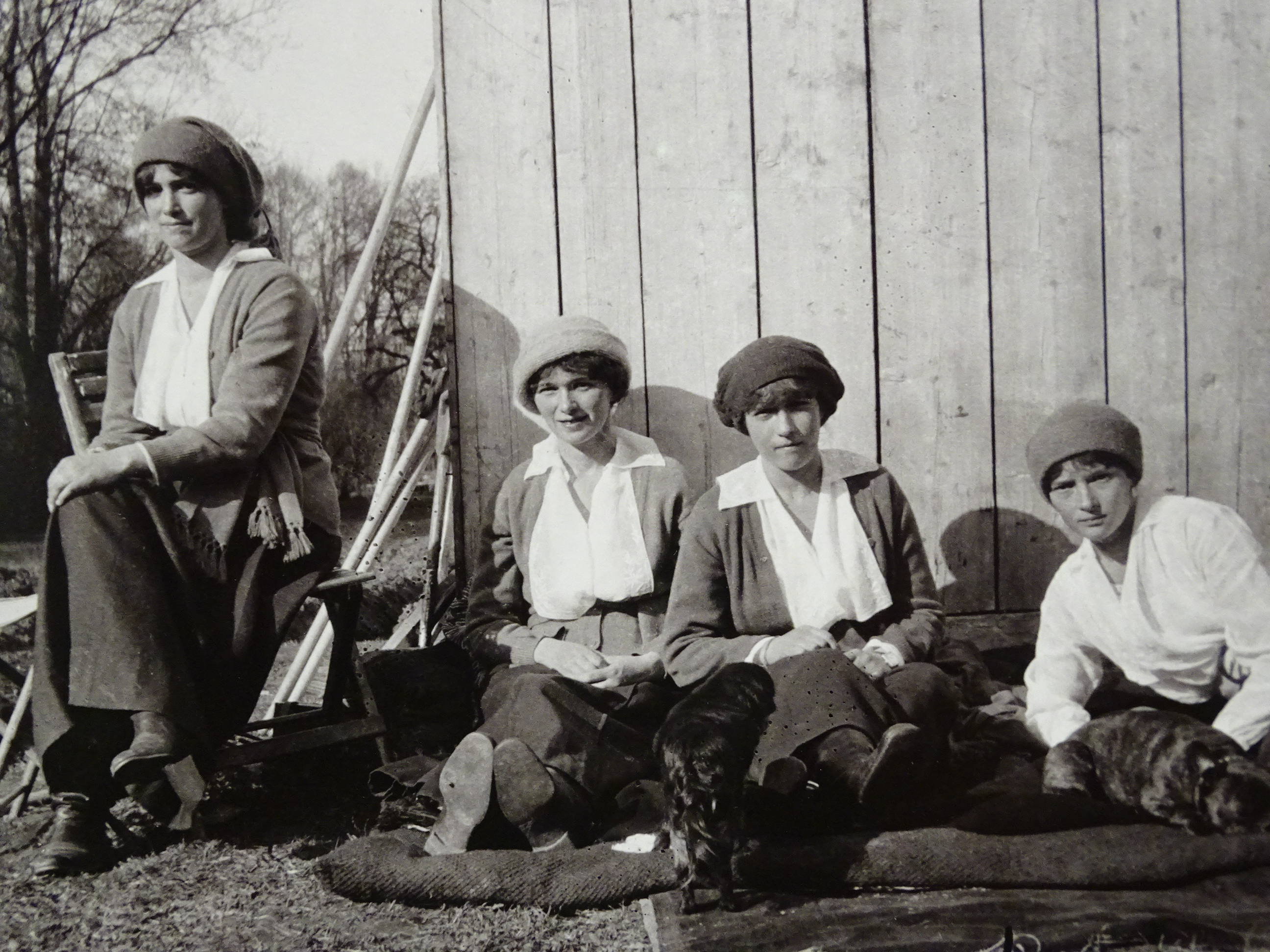
De la stânga la dreapta, Marile Ducese Maria, Olga, Anastasia și Tatiana Nikolaevna în captivitate la Țarskoe Selo în primăvara anului 1917.

În timpul Revoluției ruse din 1917 familia este arestată inițial la reședința de la Țarskoe Selo, apoi la reședințele private din Tobolsk și Ekaterinburg din Siberia. "Dragă, trebuie să știi ce îngrozitor este totul acum" scrie Olga unei prietene de la Tobolsk. În primele luni ale anului 1917, copiii s-au îmbolnăvit de rujeolă. Olga a fost prima care a contactat boala.
În aprilie 1918 familia a fost separată pentru scurt timp când Nicolae, Alexandra și Maria au fost mutați la Ekaterinburg. Alexei și alte trei surori au rămas la Tobolsk deoarece Alexei suferea de un atac de hemofilie și nu a putut fi mutat. Împărăteasa a ales-o pe Maria să-i acompanieze deoarece "moralul Olgăi este prea jos" iar Tatiana trebuia să aibă grijă de Alexei.
În mai 1918 cei trei copii rămași la Tobolsk împreună cu câțiva servitori au fost îmbarcați pe nava Rus pentru a fi duși la Ekaterinburg. La Tobolsk, Olga și surorile sale au cusut pietre prețiose și bijuterii în îmbrăcăminte în speranța de a le ascunde de răpitorii lor, devreme ce Alexandra le scrisese că ea, Nicolae și Maria fuseseră percheziționați când au ajuns la Ekaterinburg iar lucrurile le-au fost confiscate.

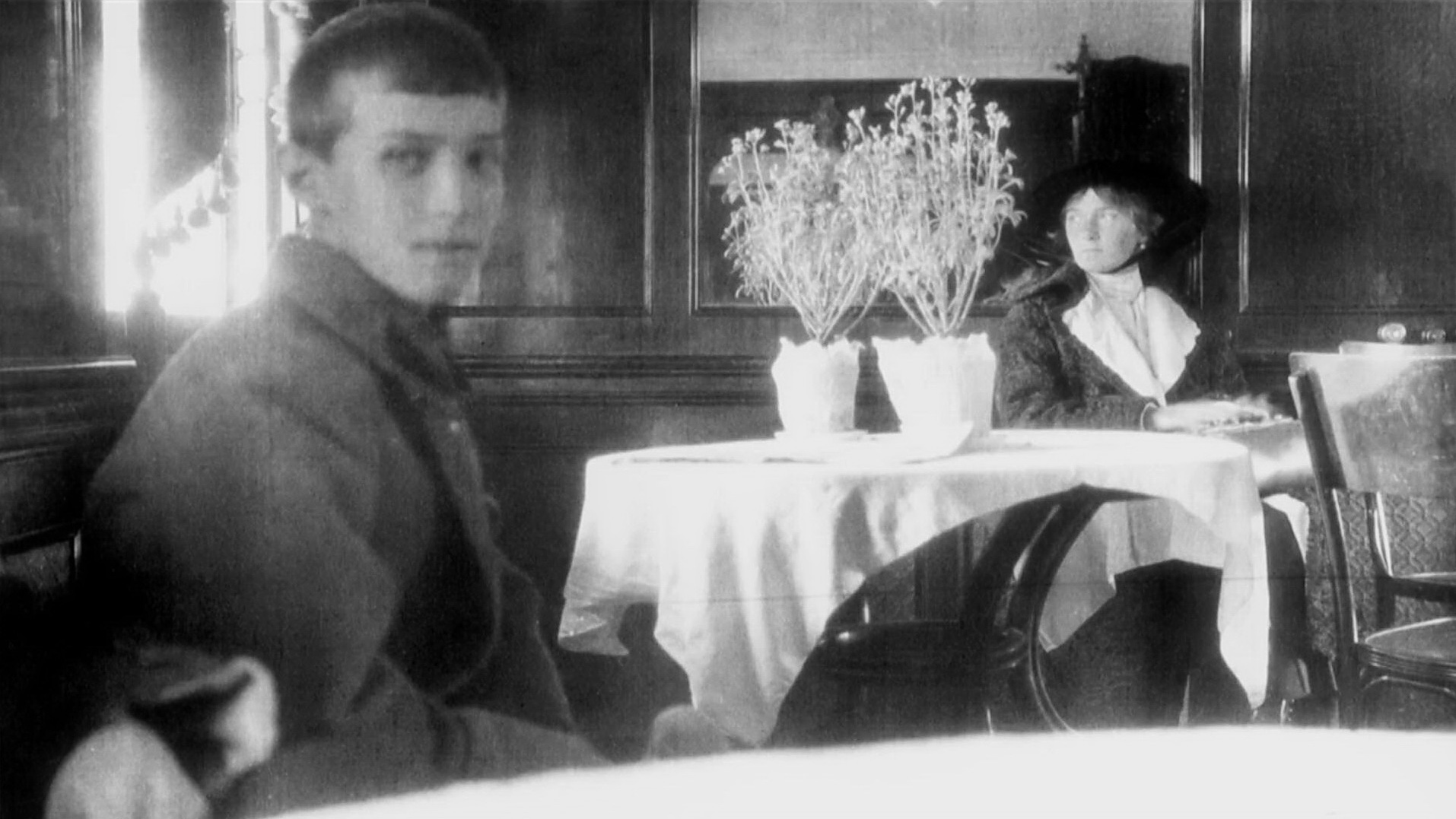
Țareviciul Alexei (stânga) și Marea Ducesă Olga Nikolaevna în mai 1918 la bordul vasului Rus. Aceasta este ultima fotografie cunoscută a Olgăi și a lui Alexei.

La Casa Ipatiev, Olga și surorile sale au fost nevoite să-și spele rufele singure și au învățat să facă pâine. Fetele își ocupau timpul ținându-i companie Alexandrei și amuzându-l pe Alexei, care stătea în pat și avea dureri. În timpul ultimelor luni, Olga a suferit o depresie profundă și a pierdut în greutate. "Era slabă, palidă și arăta bolnavă" își amintește una dintre gărzi, Alexander Strekotin, în memoriile sale. Atunci când sora sa mai mică Maria s-a purtat prea prietenos cu gărzile, Olga a fost furioasă. A fost instalată o nouă comandă, familiei i s-a interzis să mai fraternizeze cu gărzile iar condițiile de prizonierat s-au înăsprit și mai mult.
În primele ore ale zilei de 17 iulie 1918 a avut loc masacrul din pivnița Casei Ipatiev când întreaga familie imperială a fost asasinată. După asasinat, câțiva oameni au pretins că sunt membri supraviețuitori ai familiei Romanov. O femeie pe nume Marga Boodts a pretins că este Marea Ducesă Olga. Boodts a trăit într-o vilă la Lacul Como în Italia și s-a spus că este susținută de fostul kaiser Wilhelm al II-lea și de Papă. Prințul Sigismund al Prusiei, fiul surorii Țarinei Alexandra, Irene, a spus că o acceptă drept Olga și de asemenea Sigismund a susținut-o pe Anna Anderson care a pretins că este Anastasia. Mama sa, Irene, n-a crezut pe nici una dintre femei.